# Fabian : Histoire d'un moraliste
 (décembre 2015).
Si vous disposez d'ouvrages ou d'articles de référence ou si vous connaissez des sites web de qualité traitant du thème abordé ici, merci de compléter l'article en donnant les références utiles à sa vérifiabilité et en les liant à la section « Notes et références ».
Fabian : Histoire d'un moraliste (titre original : Fabian. Die Geschichte eines Moralisten) est un roman allemand d'Erich Kästner publié en 1931. Avant sa sortie, le roman est censuré par l'éditeur qui craint des ennuis, surtout à cause du contenu explicitement sexuel, mais aussi anti-nationaliste. La version originale intégrale, qui devait s'intituler Der Gang vor die Hunde (Le Chemin vers la décadence), a été publiée en 2013, après la découverte fortuite du manuscrit original, et traduite en français dès 2016 sous le titre Vers l'abîme. 
L'œuvre fait partie des livres brûlés dans la nuit du 10 mai 1933 à Berlin lors de l'autodafé des livres jugés dégénérés.

## Résumé
Lire en ligne sur Numilog
Le roman raconte les errances de Jakob Fabian, docteur en littérature allemande du XVIIIe siècle âgé de 32 ans, à travers Berlin et Dresde dans le Berlin des années 1930 marquées par la montée du nazisme et de l'extrémisme politique et où la crise économique a poussé les gens dans la misère. Fabian qui, au début du roman travaille dans la publicité, traverse la nuit berlinoise, ses bars à prostitués, ses clubs de rencontre, ses ateliers d'artistes à l'ambiance malsaine, en compagnie de son seul ami Stephan Labude jusqu'au suicide de celui-ci. Fabian sombre alors peu à peu dans le désespoir jusqu'à sa mort où, après avoir décidé de se retourner chez sa mère à Dresde, il essaiera de sauver un enfant de la noyade, alors que lui-même ne sait pas nager. L'enfant, lui, parvient à nager jusqu'à la berge alors que Fabian se noie.

## Personnages
- Jakob Fabian  : 32 ans, docteur en littérature allemande, spécialiste du XVIIIe siècle. Au début du roman, il travaille dans la publicité, pour vendre des cigarettes, mais il se retrouve rapidement au chômage après avoir été limogé pour impertinence. Il restera ensuite sans travail jusqu'à sa mort. Mélancolique, la devise de Jakob, connu adulte surtout par son nom de famille Fabian, est Ich kann vieles und will nichts (Je peux beaucoup mais je ne veux rien faire, page 53). Plutôt suiveur, Fabian traverse la vie nocturne de Berlin accompagné de Labude, y compris les bordels et les clubs de rencontre. Il côtoie la misère, notamment les mendiants, et la violence, par exemple lors de la fusillade entre le communiste et le nazi. Il rencontre la juriste Cornelia Battenberg dans un atelier d'artiste, jeune femme qui lui paraît différente des autres mais qui le quittera pour sa carrière d'actrice. Fabian est un personnage gentil avec une moralité très prononcée (sauf sexuelle), qui aide certains gens en difficulté. Pour preuve, lorsqu'il retourne dans sa ville natale, Dresde, Fabian, qui ne sait pas nager, se noie en tentant de sauver un garçon tombé à l'eau et qui lui par contre sait nager.
- Stephan Labude : ami de longue date de Fabian, Stephan Labude étudie lui aussi la littérature allemande, il est spécialiste de Gotthold Ephraim Lessing. Son père est juge et lui envoie de respectables sommes d'argent, il mène donc une existence plus bourgeoise que Fabian, mais sur le plan politique, il est plus socialiste. Il traverse de nombreuses épreuves, quand il découvre que sa fiancée Leda le trompe alors qu'il va lui faire une visite surprise, puis lorsqu'on lui dit, à tort, que son travail sur Lessing a été rejeté par la faculté. Il se suicide d'une balle dans la tête, laissant Fabian seul, mais avec une belle somme d'argent.
- Cornelia Battenberg : Juriste de formation, qui essaie de percer dans le monde du cinéma.  Fabian la rencontre alors qu'elle est à peine arrivée à Berlin, dans l'atelier de sculpture de Ruth Reiter où Fabian accompagne Labude se distraire sexuellement après que ce dernier a découvert l'infidélité de sa fiancée. Si elle paraît être une agréable surprise, une fille encore morale dans une ville où toutes les autres ont perdu leur vertu, elle acceptera, tout en restant l'amoureuse de Fabian, de devenir la maîtresse d'un vieux producteur pour réussir dans sa carrière d'actrice. Fabian refuse la situation et la rejette.
- Irene Moll : c'est la première femme que Fabian rencontre dans le roman, après qu'il a accepté d'accompagner une connaissance dans un club de rencontre. Fabian rentre avec elle, mais refuse de coucher avec elle après qu'il a découvert qu'elle était mariée avec le docteur Felix Moll. Le docteur et Irene forment un mariage libre, mais même après que le docteur a encouragé Fabian à coucher avec sa femme, ce dernier refuse toujours. Le docteur, qui détournait de l'argent, se retrouve cependant en prison et Irene ouvre une pension pour jeunes hommes qui s'avère en réalité être un bordel pour une clientèle feminine. Elle propose même à Fabian de travailler comme gestionnaire pour elle, mais ce dernier refuse. Fabian la rencontre une dernière fois dans le train dans lequel il quitte Berlin.  Son bordel exposé, elle s'est enfuie avec le pactole de son mari et propose à Fabian de se joindre à elle. Fabian, toujours aussi droit dans ses bottes, refuse une fois de plus.

## Éditions françaises
- 1932 : Fabian : Histoire d'un moraliste, traduit par André Gailliard, préface de Henri Jourdan ; Paris : Delamain et Boutelleau
- 2016 : Vers l'abîme, traduit par Corinna Gepner, Paris, Éditions Anne Carrière ; réédition, Paris : 10/18, coll. « Domaine étranger » no 5237, 2017

## Adaptation cinématographique
- 1980 : Fabian, film allemand réalisé par Wolf Gremm
- 2021 : Fabian ou le chemin de la décadence, film allemand réalisé par Dominik Graf